# Huracán Hazel
El Huracán Hazel fue el peor huracán de la temporada de huracanes de 1954 en el océano Atlántico Norte y uno de los más destructivos del siglo XX. Mató al menos a 1.000 personas en Haití antes de azotar los Estados Unidos de América, justo al sur de Wilmington, Carolina del Norte, como un ciclón de categoría 4. Causó la pérdida de diecinueve vidas en Carolina del Norte. Más lejos, otras 81 personas perdieron la vida en la región de Toronto, en Ontario (Canadá). Fue el huracán más violento que llegó tan al norte.

## Historia meteorológica

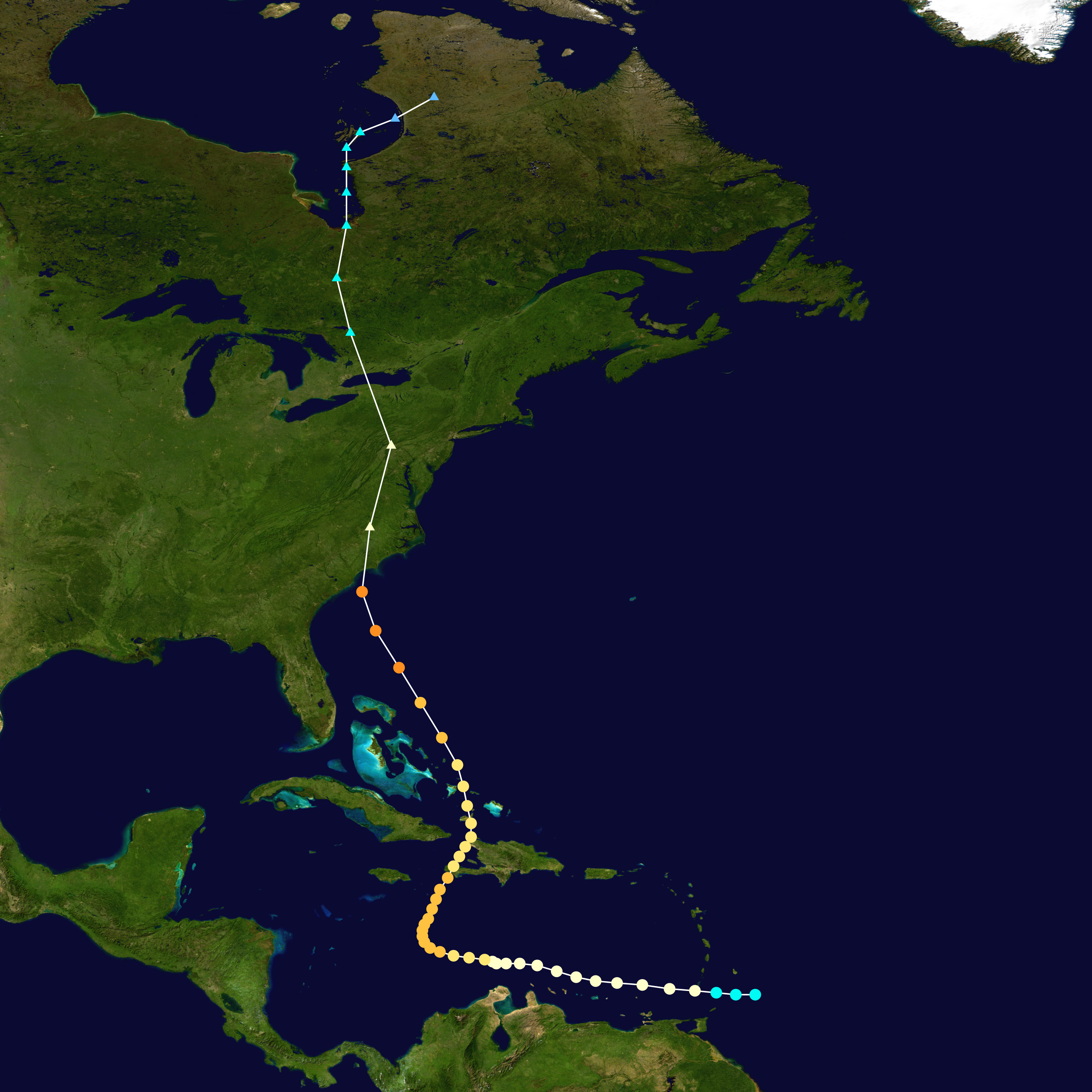
Trayectoria del Huracán Hazel

En la tarde del 5 de octubre, aviones cazadores de huracanes encontraron el ojo de Hazel a unas 50 millas (80 kilómetros) de la isla de Granada. El 11 de octubre, el ciclón cruzó Haití y luego se dirigió hacia el norte a través de las Bahamas. El 14 de octubre, justo antes de llegar a Carolina del Norte, los aviones de búsqueda observaron que los vientos de Hazel eran de 150 mph y que el huracán se movía a una velocidad récord de 30 mph.
La tormenta tocó tierra en la frontera entre Carolina del Norte y Carolina del Sur en la mañana del 15 de octubre de 1. Hazel se volvió extratropical a su paso por Raleigh, Carolina del Norte, con vientos aún equivalentes a un ciclón tropical de categoría 3. más altos, un poco más tarde en El dia.
Su rápido movimiento permite que las condiciones de huracán se extiendan tierra adentro más que cualquier huracán en la historia. Se registraron vientos de 160 km/h en lugares tan lejanos como el norte del estado de Nueva York (equivalente a un huracán de categoría 2) y ráfagas de 180 km/h en Nueva York, a 320 km del centro de la tormenta. Este es otro récord de viento para esta ciudad.

## Impacto y víctimas
Las víctimas mortales rondaban ya las 1.000 en Haití antes de que golpeas en Estados Unidos cerca de la frontera entre Carolina del Norte y del Sur como huracán de Categoría 4. Tras sumar 95 víctimas mortales en EEUU, Hazel pasó sobre Canadá como un ciclón extratropical, ampliando en 81 personas el listado de víctimas mortales, gran parte de ellas en Toronto. El nombre de Hazel fue retirado de la lista de nombres de los ciclones tropical del Atlántico Norte como resultado de la elevada cifra total de muertes y destrozos provocados por éste.
Hazel destruyó el 40% de los árboles de café y se perdió el 50% la cosecha del cacao. El huracán provocó inundaciones en ambas Carolinas y destruyó gran parte de las viviendas de la costa cerca del punto de impacto. En su camino hacia Canada, Hazel afectó a numerosos estados entre ellos Virginia, Virginia del Oeste, Maryland, Delaware, Nueva Jersey, Pensilvania y New York, registrando ráfagas de vientos de cerca de 160 km/h y provocando destrozos por valor de $308 millones de USD de 1954.  A su paso por Ontario, los ríos y arroyos que pasan por el área metropolitana de Toronto se desbordaron, provocando graves inundaciones. Como resultado, muchas zonas residenciales ubicadas en terrenos inundables, como el área de Raymore Drive, fueron posteriormente reconvertidos en zonas verdes. Los destrozos sólo en Canadá superaron los 135 millones de dólares canadienses.
Hazel fue particularmente destructivo en Toronto tanto por la falta de experiencia en la actuación frente a tormentas tropicales como al no haberse debilitado la tormenta como se esperaba. Hazel viajó 1.100 kilómetros sobre tierra firme, pero al acercarse a Canadá, se combinó con un frente frío poderoso. La tormenta se estancó en el área metropolitana de Toronto, y aunque era extratropical, su intensidad era equivalente a un huracán de Categoría 1. Se desplegaron 800 miembros de las fuerzas armadas para ayudar en las tareas de limpieza y se destinó mil millones de dólares de 1954 en ayudas en un Fondo de Ayuda por los efectos del huracán.